# 알렉산드르 민
알렉산드르 파블로비치 민(러시아어: Алекса́ндр Па́влович Мин, 1915년 12월 15일~1944년 7월 9일)은 소비에트 연방의 교육자, 관료, 군인으로, 고려인 출신이다.

## 약력
프리모르스키 크라이 (연해주)에서 태어나, 1933년에서 1937년 사이에 극동 국립대학교 예비학교를 다닌 뒤 러시아어 교사로 일했다. 1937년 이주 정책에 따라 카자흐스탄으로 이주하였다. 그 후 아랄스크에서 어업총국의 부기로 일한 뒤, 사라토프 재정・금융・경제대학교에서 공부했다.
1941년 5월, 적군에 모집되었다. 건설대대에서 근무하고 모스크바 방위군에 참가했다. 1942년 가을에 브찬스크 전선 제13군 부속 소위 과정을 수료했다. 제132저격 사단, 제605저격연대, 제1저격대대의 부관으로 활동했다.
1944년 7월 9일, 나치 독일군의 방어선을 돌파하는 전투에 참전하였다가 독일군의 총을 맞고 전사하였다.